# Estación de Cercedilla

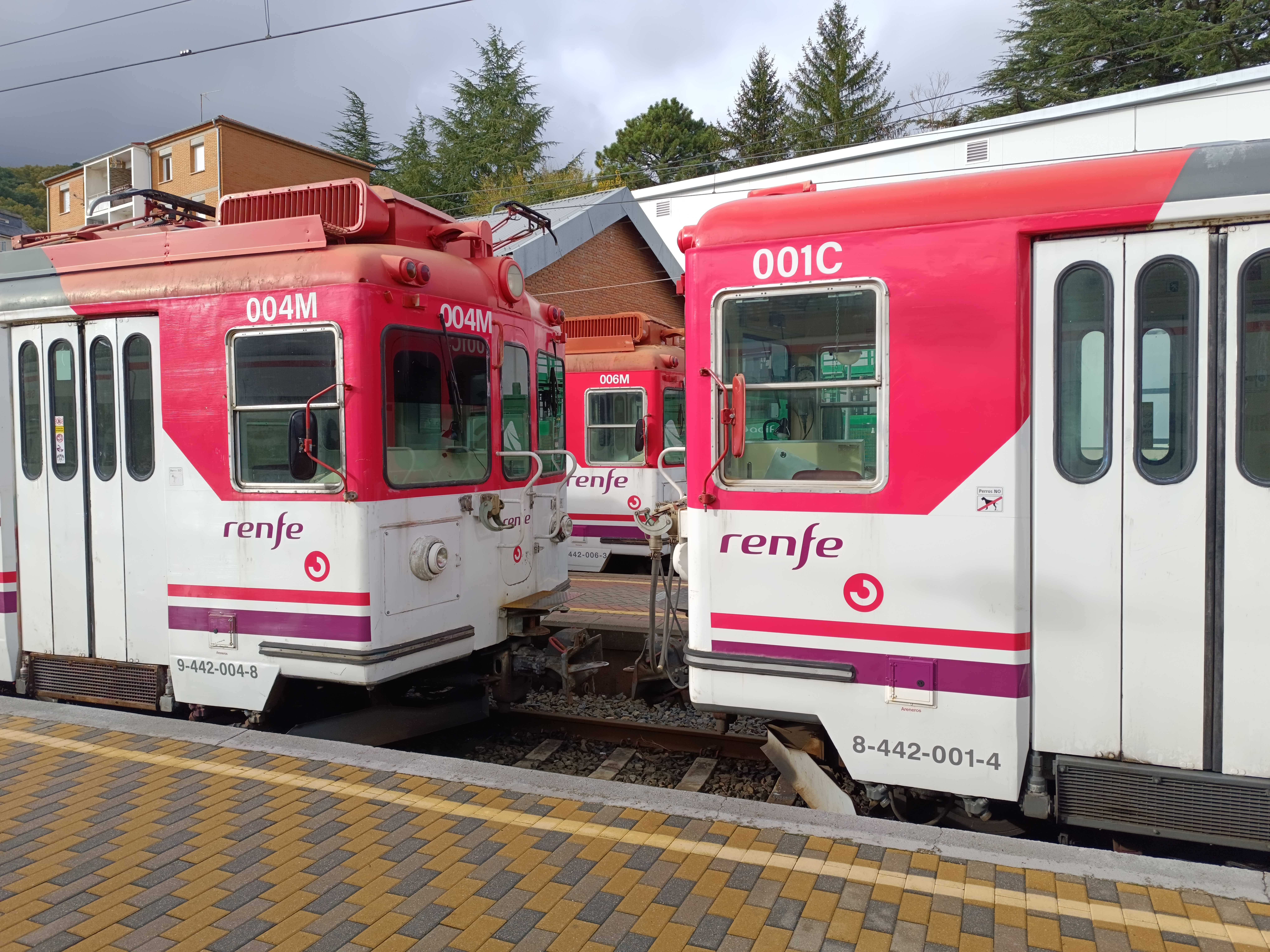
Línea Cercedilla-Cotos.

Cercedilla, antiguamente también conocida como Cercedilla-Empalme, es una estación de ferrocarril situada en el municipio español homónimo, en la comunidad autónoma de Madrid. Forma parte de la línea Villalba-Segovia por la cual presta servicio la línea C-8 de Cercanías Madrid y la línea 53 de Media Distancia, esta última prestada por servicios Regionales cadenciados que dan continuidad a la línea ferroviaria por localidades de la provincia de Segovia hasta Segovia. La estación también es cabecera de la línea C-9 de Cercanías Madrid, el antiguamente conocido como ferrocarril de Cotos.

## Situación ferroviaria
Pertenece a la línea férrea 110 de la red ferroviaria española que une Villalba con Segovia, punto kilométrico 19,7. El tramo es de vía única, en ancho ibérico y está electrificado. Esta línea continuaba hasta Medina del Campo pero el tramo Medina del Campo-Segovia fue cerrado en 1993 alegando falta de rentabilidad económica. 
Cercedilla es también el punto kilométrico 0,0 de la línea férrea entre Cercedilla y Los Cotos. Es una línea de apenas 18 kilómetros en ancho métrico, vía única y electrificación a 1 500 V frente los 3 000 V habituales de la red de ancho ibérico.

## Historia
La estación fue puesta en funcionamiento el 1 de julio de 1888 con la apertura del tramo Villalba-Segovia de la línea Villalba-Segovia-Medina del Campo. Las obras corrieron a cargo de la compañía «Norte». Dicha compañía no tenía especial interés en este trazado dado que ya contaba con la línea Madrid-Hendaya que hacía un recorrido similar alcanzando Medina del Campo vía Ávila. Aun así, motivos estratégicos la llevaron a hacerse con la misma para evitar que algún competidor pudiera aprovechar que la conexión por Segovia era la más corta para alcanzar Madrid desde Valladolid, León o Asturias.
El 12 de julio de 1923 se inauguró el denominado ferrocarril eléctrico de Guadarrama, de vía estrecha, que unía Cercedilla con el puerto de Navacerrada. Su construcción quedó a manos de la Sociedad del Ferrocarril Eléctrico del Guadarrama. Esto convirtió a la estación de Cercedilla en un nudo ferroviario, en el que empalmaban dos líneas, aunque de distinto ancho. En 1941, con la nacionalización de la red de ancho ibérico, el ente RENFE se cargo de las instalaciones.
Desde el 31 de diciembre de 2004 Renfe Operadora explota los trazados mientras que Adif es la titular de las instalaciones ferroviarias.
El día 5 de mayo de 2024 está prevista la suspensión del servicio en la línea C-9 para acometer obras de mejora en la línea. Estas obras también afectarán a la playa de vías de ancho métrico de la estación. 

## Servicios ferroviarios

### Media Distancia
Los servicios de media distancia de Renfe con parada en la estación cubren el trayecto Madrid-Segovia. En marzo de 2020 se redujeron provisionalmente estos servicios debido al Estado de Alarma declarado por la Pandemia de COVID-19 en España, dejándose en sólo dos trenes diarios por sentido de vía. Esta situación se mantuvo hasta 2022, cuando se recuperó la oferta inicial de 3 trenes al día de lunes a jueves, 4 trenes al día los viernes, y 5 trenes al día en fines de semana y festivos.
| Línea MD | Trenes   | Origen/Destino          | Destino/Origen |
| -------- | -------- | ----------------------- | -------------- |
| 53       | Regional | Madrid-Atocha Cercanías | Segovia        |

### Cercanías
| procedencia/destino | < estación            | Línea | estación > | destino/procedencia |
| ------------------- | --------------------- | ----- | ---------- | ------------------- |
| Guadalajara         | Los Molinos           |       | Terminal   | Terminal            |
| Cotos               | Puerto de Navacerrada |       | Terminal   | Terminal            |

Forma parte de las líneas C-8 y C-9 de Cercanías Madrid. Mientras la línea C-8 tiene una frecuencia de un tren cada 30 minutos, la línea C-9 tiene una frecuencia más baja que varía entre cuatro o cinco trenes diarios en ambos sentidos. Dado su carácter turístico la media de trenes puede variar en días festivos o periodos vacacionales.

## Conexiones

### Autobuses
| Diurnos |                         |                                    |                           |
| Línea   | Destino                 | Parada                             | Operador                  |
| 1       | Instituto               | 09268 Ctra. M622 - Est. Cercedilla | Avanza Movilidad Integral |
| 1       | Hospital de la Fuenfría | 09268 Ctra. M622 - Est. Cercedilla | Avanza Movilidad Integral |

| Diurnos |                                   |                                    |                           |
| Línea   | Destino                           | Parada                             | Operador                  |
| 680     | Cercedilla                        | 09268 Ctra. M622 - Est. Cercedilla | Avanza Movilidad Integral |
| 684     | Cercedilla                        | 09268 Ctra. M622 - Est. Cercedilla | Avanza Movilidad Integral |
| 692     | Valdesquí                         | 09268 Ctra. M622 - Est. Cercedilla | Avanza Movilidad Integral |
| 680     | Collado Villalba (Hospital)       | 09269 Ctra. M622 - Est. Cercedilla | Avanza Movilidad Integral |
| 684     | Madrid (Moncloa) (por Guadarrama) | 09269 Ctra. M622 - Est. Cercedilla | Avanza Movilidad Integral |
| 692     | Los Molinos                       | 09269 Ctra. M622 - Est. Cercedilla | Avanza Movilidad Integral |